# Групповой нарциссизм
Групповой нарциссизм (или коллективный нарциссизм) — феномен, при котором индивиды преувеличивают позитивный образ и важность группы, к которой принадлежат. В то время как классическое определение нарциссизма фокусируется на личности, групповой нарциссизм утверждает, что у него может быть подобное чрезмерно высокое мнение о группе, а также, что группа может функционировать как нарциссическая сущность.

## История появления
Первым, кто начал исследовать такое понятие как нарциссизм и применил его в психологии, был Зигмунд Фрейд. Фрейд формулирует понятие нарциссизма в рамках своей теории либидо. В своих многочисленных работах он анализировал это свойство характера, заключающееся в чрезмерной самовлюблённости. Наиболее подробно он осветил этот вопрос в 1914 году в своей работе «К введению в нарциссизм». Процесс перехода индивидуального нарциссизма к групповому анализировал немецкий социолог и психолог Эрих Фромм. В своих работах «Бегство от свободы» (1941) и «Анатомия человеческой деструктивности» (1973) он приходит к выводу, что в процессе перехода род, нация, религия, раса и так далее становятся объектами нарциссического предпочтения. Таким образом, нарциссическая энергия остаётся, но она применяется в интересах сохранения группы вместо сохранения жизни отдельного индивида. В дальнейшем при развитии теории социальной идентичности польский социолог Анри Тэшфел отмечал, что желание людей представлять свою группу лучше, чем остальные, является одной из движущих сил внутригруппового уклона. А значит, поиск позитивной социальной идентичности может приводить к коллективному нарциссизму.
В 1988 году Роберт Рэскин и Говард Терри выделили 7 факторов нарциссизма, среди которых: властолюбие, чувство превосходства, эксгибиционизм, восприятие чего-либо как должного, тщеславие, тенденции к эксплуатации чужих ресурсов и самоуверенность. На основе этих факторов был создан «Нарциссический опросник личности». Помимо факторов нарциссизма Рэскина и Терри в основе опросника лежат клинические критерии для определения нарциссизма, описанные в Диагностическом и статистическом руководстве по психическим расстройствам в третьей редакции (DSM-III).

## Суть понятия
Коллективный нарциссизм рассматривается как распространение индивидуального нарциссизма на социальные аспекты личности. Коллективные нарциссы могут рассматривать группы как продолжение самих себя и ожидать, что все признают не только их индивидуальное величие, но и выдающееся положение своих групп. Было также высказано предположение, что особенно в коллективистских культурах индивидуальный нарциссизм может проистекать из репутации и чести групп, к которым он принадлежит.
С другой стороны, Э. Фромм и Т. Адорно придерживаются мнения, что нарциссическая идеализация группы может быть и стратегией защиты слабого и угрожаемого эго. Так говорят о тех, кто демонстрирует излишнюю уверенность в превосходстве своей группы, будь то банда, религиозная община или нация, но глубоко внутри сомневается в престиже этой группы и поэтому желает её признания другими. Он также связан с высокой частной и низкой общественной коллективной самооценкой и низким уровнем неявного группового уважения. Люди могут быть коллективными нарциссистами в отношении любой группы, к которой они принадлежат.
Мы пришли к парадоксальному выводу, что нарциссизм необходим для сохранения жизни и одновременно представляет собой угрозу её сохранению. Решение этого парадокса представляется двояким. С одной стороны, выживанию служит оптимальный, а не максимальный нарциссизм. То есть в биологически необходимой степени нарциссизм может быть совместим с социальным сотрудничеством. С другой стороны, индивидуальный нарциссизм может превращаться в групповой, и тогда род, нация, религия, раса и тому подобное заступают на место индивида и становятся объектами нарциссической страсти. Таким образом, нарциссическая энергия остаётся, но она применяется в интересах сохранения группы вместо сохранения жизни отдельного индивида.
Групповой нарциссизм выполняет ряд основных функций. Первой и основной функцией является манипулирование общими ценностями путём апелляциям извне. Именно они цементируют группу изнутри и приводят к солидарности. Во-вторых, нарциссизм помогает всем членам группы чувствовать себя значимым, а значит и даёт чувство удовлетворённости. Следовательно, степень группового нарциссизма соответствует реальной неудовлетворённости жизнью. Социальные классы, которые имеют больше радостей в жизни, менее подвержены фанатизму (фанатизм — это характерная черта группового нарциссизма). А мелкая буржуазия, ущемлённая во многих сферах материальной и духовной жизни, страдает от невыносимой пустоты и скуки.

## Влияние на общество
Групповой нарциссизм исходит, как уже известно, от внутренней неуверенности в своём превосходстве. Зачастую это приводит к агрессивным проявлениям в дальнейшем. Таким образом, одним из главных источников человеческой агрессивности считается групповой нарциссизм. Виной тому реакция на ущемление витальных интересов. Данная форма оборонительной агрессивности отличается от других форм лишь огромной интенсивностью. Существует мнение о том, что коллективный нарциссизм оказывает влияние на политические процессы различного масштаба: от локального до глобального.
На основании исследований Агнешки Голец де Завала из Голдсмитского колледжа проявляется тенденция того, что коллективный нарциссизм может стать причиной вражды между многими странами. Это происходит в связи с тем, что коллективные нарциссы активно агитируют за принятие ответных мер в отношении других стран, когда считают, что их стране нанесено оскорбление.

## Критика
В своей работе президент Санкт-Петербургского международного криминологического клуба Салман Дикаев рассуждает о влиянии группового нарциссизма на появление преступлений террористического характера. По его мнению, проявление у индивида нездоровой любви к группе, к которой он принадлежит, и при наличии природной агрессивности может привести к ужасным последствиям. Кроме того, в своей книге «Террор, терроризм и преступления террористического характера» он указывает на то, что Эрих Фромм обходит вопрос причины появления группового нарциссизма: почему он присущ одним и чужд другим, в чём первопричина? По мнению Дикаева, ответы на эти вопросы могут помочь в более детальном изучении этой проблемы.
Теорию группового нарциссизма использовал и крупнейший американский политический психиатр Джерролд Пост. Он выявил субконцепцию коллективного нарциссизма. В своей работе он отметил, что коллективный нарциссизм представлен как совокупность отдельных нарциссистов, и обсудил, как возникают такие отношения, когда нарциссический харизматический лидер обращается к нарциссическим «голодным» последователям. Кроме, того он отметил, что Эрих Фромм в своих анализах не указывал о такой ситуации.